# Listă de personalități din orașul Sibiu
Lista celor mai importanți sibieni, ordonată alfabetic

## A
- Florian Aaron
- Vasile Aaron
- Dieter Acker
- Johann Michael Ackner
- Wolf von Aichelburg
- Septimiu Albini
- Thomas Altemberger
- Arthur Arz von Straussenburg

## B
- Ferenc Bács (1936 - 2019), actor maghiar;
- Florin Barbu (n. 1974), chitarist;
- George Barițiu (1812 - 1893), publicist, istoric, politician
- Nicolae Bălan
- Simion Bărnuțiu
- Andrei Bârseanu
- Ion Besoiu
- Ilie Beu
- Vasile Bichea
- Eduard Albert Bielz
- Julius Bielz
- Franz Binder
- Berta Bock (1857 - 1945), compozitoare;
- Zaharia Boiu
- Mircea Braga
- Ernest Breitenstein
- Eugen Brote
- Michael von Brukenthal
- Samuel von Brukenthal
- Ioan I. Bucur

## C
- George Calboreanu (1896 - 1986), actor;
- Bernhard Capesius
- Emil Cioran
- Daniela Cîrlan
- Andrei Codrescu
- Sabina Cojocar
- Victor Vlad Cornea
- Maria Cosma
- Partenie Cosma
- Arthur Coulin
- Miron Cristea
- Richard Csaki
- Alexandru Curtean (n. 1987), fotbalist;
- Otto Czekelius

## D
- Ricky Dandel
- Gavril Dejeu
- Corneliu Diaconovici
- George Dima
- Vasile Dobrian
- Carl Dörschlag
- Ion Codru Drăgușanu
- Franz Xaver Dressler
- Iancu Dumitrescu
- Juliana Fabritius-Dancu

## F
- Martin Felmer
- Johann Filtsch (1753-1836), membru al Academiei de Științe din Göttingen
- Emil Fischer (fotograf)
- Ilie Floașiu
- Astrid Fodor
- Valentin Frank von Frankenstein

## G
- Onisifor Ghibu
- Octavian Goga
- Florin Grigoraș
- Gustav Gündisch
- Ignác Gyulay

## H
- Conrad Haas
- Peter Haller
- Sebastian Hann
- Johann Sachs von Harteneck
- Georg Hecht
- Hans Hermann
- Michael Hissmann
- Octavian Hoandră
- Martin Hochmeister
- Martin von Hochmeister
- Franz Hodjak
- Kurt Horedt
- Emil Hurezeanu

## I
- Nae Ionescu
- Ștefan Octavian Iosif
- Cornel Irimie
- Mircea Ivănescu

## J
- Berta Jikeli (1911 - 2000), atletă;
- Klaus Johannis (n. 1959), președinte al României.

## K
- Horst Klusch
- Friedrich Krasser

## L
- Andreas Lapicida
- Gheorghe Lazăr
- Ioan Lupaș
- Nicolae Lupu
- Johannes Lutsch

## M
- Győző Simon Macalik
- Nicolae Manolescu
- Ilie Măcelariu
- Ioan Mețianu
- Inocențiu Micu-Klein
- Vasile Moga
- Filip Moldoveanul
- Ioan Piuariu Molnar
- Friedrich Müller-Langenthal

## N
- Ion Negoițescu
- Daniel Georg Neugeboren
- Elias Nicolai
- Paul Niedermaier
- Steliana Nistor

## O
- Hermann Oberth
- Nicolaus Olahus
- Pompeiu Onofreiu
- Andrei Oțetea

## P
- Alexandru Papiu Ilarian
- Oskar Pastior
- Mircea Păcurariu
- Dan Perjovschi
- Antonie Plămădeală
- Ion Popescu-Sibiu
- Daniil Popovici Barcianu
- Timotei Popovici
- Constantin Hagi Popp
- Ioana Postelnicu
- Cosmin Prelipceanu
- Claudia Presecan
- Ioan Pușcariu

## R
- Ioan Rațiu
- Franz-Joseph Müller von Reichenstein
- Andreas Rieger
- Visarion Roman
- Hans Otto Roth
- Melita Ruhn
- Ioan Rusu

## S
- Eginald Schlattner (n. 1933), scriitor, pastor;
- Friedrich Schuler von Libloy (1827 - 1900), jurist, rector al Universității din Cernăuți;
- Adolf Schullerus
- Paul Schuster
- Johann Seivert (1735 - 1785), pastor evanghelic, lexicograf
- Martin Siebenbürger (1475 - 1522), primar al Vienei;
- Emil Sigerus
- Ioan Slavici
- August von Spiess
- Radu Stanca
- Dumitru Stăniloaie
- Mihaela Stănuleț
- Andrei Șaguna
- Gustav Seiwert (1820 - 1875), istoric, scriitor;
- Octavian Smigelschi
- Iosif Sterca-Șuluțiu
- Vasile Stoica

## T
- Friedrich Teutsch
- Georg Daniel Teutsch
- Ferdinand Tige
- Viorel Tilea
- Liviu Tipuriță
- John Trend (n. 1975), muzician, DJ;
- Teodor Tulpan

## U
- David Urs de Margina

## V
- Radu Vancu (n. 1978), poet, eseist;
- Ion Vartic (1902 - 1993), istoric de artă;
- Virgil Vătășianu
- Lucian Vințan
- Aurel Vlaicu (1882 - 1913), inginer, pionier al aviației;
- Romulus Vuia

## W
- Irina Wintze (n. 1963), actriță;
- Erwin Wittstock (1899 - 1962), scriitor;
- Carl Wolff (1849 - 1929), economist, jurnalist, politician;

## Z
- Silvia Irina Zimmermann

## Alți sibieni
- Alexandru Apolzan
- Alexandru Curtean
- Alexandru Mușina
- Dan Burincă
- Daniela Cârlan
- Fabian Teușan
- Florin Barbu
- Florin Diacu
- Gheorghe Negrea
- Günter Fronius
- Iancu Sasul
- Ioan Silviu Suciu
- Marilena Neacșu
- Mihai Găinușă
- Mihai Stoica
- Mircea Mureșan
- Mircea Oprea
- Nicolae Tătaru
- Radu Niculescu
- Steve Holmes
- Victor Iliu
- Viorel Hizo
- Willi Heidel